# Noel Madison
Pour les articles homonymes, voir Madison.
Noel Madison est un acteur américain né le 30 avril 1897 à New York, et mort le 6 janvier 1975 à Fort Lauderdale, en Floride.

## Filmographie partielle
- 1930 : Au seuil de l'enfer (The Doorway to Hell) d'Archie Mayo : Rocco, un gangster
- 1930 : Sinners' Holiday de John G. Adolfi
- 1932 : L'Âme du ghetto (Symphony of Six Million), de Gregory La Cava : Magnus Klauber
- 1932 : Me and My Gal, de Raoul Walsh : Baby Face
- 1933 : Destination inconnue (Destination Unknown), de Tay Garnett : Maxie
- 1934 : La Maison des Rothschild (The House of Rothschild), d'Alfred L. Werker : Adolph Carl von Rothschild
- 1934 : L'Ennemi public no 1 (Manhattan Melodrama), de W. S. Van Dyke : Manny Arnold
- 1934 : Journal of a Crime, de William Keighley : Costelli
- 1935 : L'Évadée (Woman Wanted) de George B. Seitz
- 1935 : Cinquante mille dollars morte ou vive (Three Kids and a Queen) d'Edward Ludwig
- 1935 : Ultime Forfait (Four Hours to Kill!) de Mitchell Leisen
- 1935 : Les Hors-la-loi (’G’ Men), de William Keighley : Durfee
- 1936 : Champagne Charlie, de James Tinling : Pedro Gorini
- 1936 : C'est donc ton frère (Our Relations), de Harry Lachman :  Un gangster
- 1937 : Man of the People d'Edwin L. Marin
- 1941 : A Shot in the Dark, de William C. McGann : Al Martin
- 1941 : Ellery Queen's Penthouse Mystery de James Patrick Hogan
- 1942 : Un Américain pur sang (Joe Smith, American), de Richard Thorpe : Schricker, le ravisseur
- 1942 : Shanghaï, nid d'espions[1] (Secret Agent of Japan)
- 1942 : Bombs Over Burma de Joseph H. Lewis
- 1943 : Les Rois de la blague (Jitterbugs), de Malcolm St. Clair : Tony Queen